# Giuseppe Zamboni (filosofo)
Giuseppe Zamboni (Verona, 2 agosto 1875 – Bosco Chiesanuova, 8 agosto 1950) è stato un filosofo e presbitero italiano in gnoseologia. Scoprì una via razionale per confermare l'oggettività della conoscenza e dell'esistenza di Dio a partire dalla riflessione mediata dalla propria coscienza.

## Biografia
Frequentò lo storico Liceo Classico “Scipione Maffei” di Verona e poi si laureò in Lettere a Padova nel 1897 ed in Filosofia nel 1899. Svolse il servizio militare sino al 1899, e fu ordinato sacerdote nel 1901.
Dal 1902 al 1914 insegnò latino e francese e scrisse alcune pubblicazioni didattiche e altre di contenuto filosofico antipositivista. Esercitò come professore presso il seminario vescovile di Verona. Fu richiamato alle armi nel 1915 come cappellano militare.
Dopo il congedo militare nel 1916 divenne Prefetto della Biblioteca Capitolare di Verona che secondo alcune descrizioni è “la biblioteca più antica del mondo” nell'area della cultura latina. Dopo lo sfondamento del fronte di guerra tra Austria ed Italia avvenuto a Caporetto trasferì temporaneamente a Firenze i codici più preziosi della Capitolare per proteggerli. Affrontò un primo periodo di ricerche gnoseologiche e fu uno dei fondatori della “Rivista di filosofia neo-scolastica”, con Giulio Canella e padre Agostino Gemelli. Alcune pubblicazioni resero Zamboni noto ai maggiori filosofi del tempo.
Nel 1921 fu chiamato ad insegnare gnoseologia (la materia che studia il problema della conoscenza) nella facoltà di Filosofia dell'Università Cattolica di Milano. Pubblicò saggi sulla gnoseologia pura, frutto di sue ricerche ed approfondimenti, mettendola a confronto diretto con quanto sviluppato da Tommaso d'Aquino, Immanuel Kant, Antonio Rosmini ed altri affrontando i temi più critici sul piano della conoscenza e della riflessione morale.
Nonostante la fama crescente delle sue opere fu espulso dalla Università Cattolica di Milano nel 1932 in polemica sulla sua posizione di realismo critico, in contrasto con il realismo immediato, sostenuto da Agostino Gemelli, Francesco Olgiati e Amato Masnovo. La posizione di Zamboni fu difesa anche dal suo allievo Siro Contri che avviò una lunga polemica tenuta in convegni e pubblicazioni sulla rivista Criterion. Ad alcune opere di Zamboni fu revocato il “nihil obstat” (il consenso alla pubblicazione che conferma l'ortodossia di uno scritto alla dottrina della Chiesa cattolica). Molti anni dopo le posizioni di Zamboni furono riconosciute dogmaticamente come corrette; ci furono testimonianze di dissenso, verso la decisione di Gemelli, anche da parte di altre personalità quali Sofia Vanni Rovighi al tempo ancora studentessa della Cattolica.
Dal 1938 al 1944 Zamboni riprese l'insegnamento liceale. Scrisse le opere tra cui "La persona umana". Dal 1945 al 1950 a causa della crescente cecità continuò la sua produzione filosofica dettando i suoi testi a fidati allievi tra i quali Gaetano Peretti. Era zio di Giuseppe, Emilio, Alberto, Maria e Cherubino Trabucchi, sui quali il suo insegnamento ebbe grande riscontro.
Tra le ultime opere "L'itinerario filosofico dalla propria coscienza all'esistenza di Dio" (1949) , "La dottrina della coscienza immediata (struttura funzionale della psiche umana) è la scienza positiva fondamentale" e “Dizionario filosofico”.

### La personalità somatica
Nel suo itinerario di ricerca Zamboni annotò in più occasioni i tratti somatici della sua fisicità di come lui stesso li percepiva.
Ecco un esempio di come Zamboni si descrive: «Dati fisiologici: altezza 1,64, apertura delle braccia 1,65. Da giovane capigliatura nera e folta, occhi castagni, colorito della pelle bianco, disposizione alle malattie addominali: febbre infettiva dopo la licenza liceale, a 50 anni, tifo, broncopolmonite infettiva, setticemia da iniezioni, miopia progressiva coroidite e finalmente cataratta miopica ad ambedue gli occhi; dopo un eccessivo sforzo di studio nel primo anno di università, e dopo uno studio troppo intenso delle opere dell'Ardigò, la paura della malattia si trasformò in paura di perdere il controllo della volontà con fenomeni di ipofobia, disturbi intestinali e insonnia; tutto scomparve immediatamente con la cura marina. Molta paura delle malattie in generale, per questo dicevo di non voler fare né il medico né il militare. Gli altri sensi acuti e una singolare padronanza di tutti i muscoli. Accentuata vivacità da ragazzo, passione per le gite sui monti, ma non per la roccia che mi è sembrata sempre un rischio irrazionale; amantissimo della campagna e delle gite sui monti; alla spiaggia maestro di nuoto di tutti i ragazzi o organizzatore di giochi. Odio il freddo e amo il caldo anche eccessivo, domino facilmente il dolore fisico; temo le malattie piuttosto che il dolore, sensibile per il pericolo delle conseguenze che rendono impossibile l'attività. Noto che sono meticoloso per la pulizia e alquanto schifiltoso».

### La personalità integrale
Zamboni sintetizza nell'epitaffio scritto nella sua autobiografia la sua “personalità integrale”: «2.8.1875 - nacque - studiò - insegnò - scrisse - morì – (8.8.1950): l'innamorato della Natura - dell'Uomo - di Dio, profondamente felice»

## Pensiero

### La domanda: "Esistono queste realtà, come la mia realtà, indipendentemente dal pensarle?"
Gaetano Peretti, nel descrivere in sintesi il pensiero di Giuseppe Zamboni , anche attraverso le riflessioni di Siro Contri, allievo di Zamboni, riporta quanto segue.
"Il problema che si volle e che si vuole eludere: la realtà del mondo esterno. Esistono queste realtà, come la mia realtà, indipendentemente dal pensarle?".

### Lagnoseologia pura: il metodo zamboniano
Peretti afferma che per dare risposta a questo interrogativo cruciale è necessaria la gnoseologia pura attraverso la quale Giuseppe Zamboni, scoprì la risoluzione definitiva del problema della certezza della conoscenza umana.
La gnoseologia pura permise di risolvere il problema dell'esistenza di Dio, riavvalorando criticamente le cinque vie della dimostrazione di S.Tommaso d'Aquino. Secondo Peretti, sono meriti del metodo filosofico di Zamboni il poter affermare "la sostanzialità del mio io personale, la mia realtà individua e dimostrare l'esistenza di Dio, trascendente, personale".
Il metodo zamboniano distingue gli elementi della conoscenza umana tra sensazioni, che sono sempre oggettive, e stati d'animo e tra questi "quello stato d'animo che è anche atto: l'attenzione". Gli stati d'animo sono sempre soggettivi. Peretti così scrisse: Zamboni "riesce a cogliere la realtà del proprio io, nei suoi atti e stati. Essi sono reali, perché immediatamente presenti all'io, e se sono reali gli accidenti dell'io, perché essi sono modo di essere dell'io, reale è l'io, come sostanza, cui essi ineriscono. Perciò dall'immediata certezza della realtà degli accidenti di un ente si giunge alla certezza della realtà sostanziale dell'io."

### La critica alla posizione della neoscolastica di Gemelli, Olgiati e Masnovo sulla conoscenza indimostrata dell'ente e la soluzione tramite lagnoseologia puradi Zamboni
La descrizione di Peretti così continua affrontando il tema della dimostrazione della realtà dell'ente:" Si fonda così nell'esperienza immediata ed integrale il concetto di ente, che non è più necessario assumere acriticamente, come qualcosa di razionalmente immediato, pena l'impossibilità di una logica razionale. L'assunzione acritica del concetto di ente è propria del neotomismo dell'Università Cattolica, che in un suo autore, Amato Masnovo, perviene alla sua massima teorizzazione nel "mio hic et nunc diveniente atto di pensiero". Ma con questo l'ente è solo pensato e ammesso acriticamente come pensiero, è un presupposto, mentre nella gnoseologia zamboniana è il risultato di un processo di astrazione, che deriva da una realtà immediatamente presente all'autocoscienza dell'io, che non ha la natura del pensiero, non è pensiero essa stessa, ma qualcosa di diverso. Si può pertanto uscire dalla formula logica della ragion sufficiente, che è sempre e comunque razionalista e riduce al razionalismo anche il neotomismo. Nell'ambito dell'esperienza immediata ed integrale si scopre invece non la ragion sufficiente, ma la sufficienza ad esistere o no. E la fondazione ed il ripensamento delle prove dell'esistenza di Dio, e in particolare della terza via tomistica, diventano inoppugnabili. Nessuno più può dubitare dell'esistenza del sufficiente ad esistere, che è Dio."
Secondo Peretti la fondazione gnoseologica della metafisica è il più grande merito di Giuseppe Zamboni.
L'ambiente filosofico dell'Università Cattolica non accettò la gnoseologia zamboniana e fondò la metafisica sul concetto di ente, assunto acriticamente, come un presupposto indimostrabile. Esso finì per identificarsi con l'ente di ragione, non sfuggendo all'insidia hegeliana, che lo aveva dialettizzato sia come essenza che come esistenza. La dialettica negativa di Hegel produsse ben presto nella corrente neotomista di Milano (ma anche in altre università cattoliche) i suoi effetti devastanti. Siro Contri, sostenitore di Zamboni in questo confronto, aveva messo in guardia i neotomisti dalla fraus hegeliana, che si svela nell'antitesi come negazione.

### Esegesi e critica di Kant
Con l'opera Studi esegetici, critici, comparativi sulla «Critica della Ragione pura»  del 1931 Zamboni oppone all'opera di Immanuel Kant i propri studi di gnoseologia ridando certezza della conoscenza della realtà. Dal 1928 al 1931 Zamboni tenne all'Università Cattolica di Milano dei corsi sulla Critica della ragion pura di Kant. Questi studi di Zamboni mettono a disposizione una chiara lettura del testo di Kant indagato con il metodo della gnoseologia pura. Kant nel suo lavoro esclude la possibilità di una conoscenza di quel che supera il piano puramente fenomenico, valorizzando esclusivamente le categorie dell'Analitica alla luce delle fondamentali funzioni conoscitive e criticando l'apriorismo dell'impostazione della metafisica. Zamboni, senza condividerne le tesi ed evidenziando le difficoltà di Kant, le supera e afferma la necessità di considerare l'esperienza non solo dell'io puro conoscitivo ( è questo il limite e quindi l'errore che mina all'origine il pensiero di Kant secondo Zamboni), ma anche dell'io dei sentimenti e degli atti di volontà, a partire dal quale si può conoscere e confermare la realtà del piano ontologico. Nello stesso tempo Zamboni afferma che se Kant avesse compiuto un esame senza pregiudizi, "avrebbe potuto mostrare come dall'esperienza si può giustificare il valore necessario e universale delle nostre conoscenze, senza alcun ricorso all'a priori" e quindi superando anche il dogmatismo metafisico che non considera una via razionale alla dimostrazione della realtà dell'ente ma ne accetta come dogma la conoscenza a priori.

### Zamboni e Husserl
Annibale Pastore, in occasione dell'esame per la concessione della libera docenza in Filosofia teoretica, chiese a Zamboni se conoscesse l'opera di Edmund Husserl. Zamboni rispose che la ignorava e quindi si recò a Friburg per ricevere chiarimenti ed approfondimenti che ricevette dallo stesso Husserl e dal suo fidato segretario, Eugen Fink. Sul pensiero di Husserl che gravitava nello stesso ambito della gnoseologia pura Zamboni annota : ricevetti da Husserl «...gli schiarimenti necessari; nelle Méditations cartésiennes ho trovato notevoli punti di coincidenza, ma la sua “visione delle essenze”, di sapore platonico, non mi persuase affatto».
Analogamente a Husserl la gnoseologia pura di Zamboni compiva un esame dei contenuti della coscienza, condotto senza presupposti di sorta, sia psicologici che metafisici ed in tal senso,l'indagine sulla conoscenza diventava per entrambi gli autori preliminare rispetto all'elaborazione dei sistemi filosofici.
Secondo Gaetano Peretti Husserl, viene valutato di più nella sua prima posizione  "eidetica" (idealistica) perché recupera, secondo Sofia Vanni Rovighi, spunti ontologici, mentre non è tenuto in gran conto nella seconda posizione (quella delle "meditazioni cartesiane") venendo metafisicamente meno al suo presupposto per aver seguito una più accurata metodologia gnoseologia. Per Giovanni Giulietti,  il bilancio tra lo Zamboni e Husserl dal punto di vista metodologico è nettamente favorevole al primo, anche se il secondo ha goduto di una fama di gran lunga più vasta.

## Opere
Nella biblioteca Capitolare di Verona sono conservate oltre 50.000 pagine scritte o dettate da Giuseppe Zamboni dalle quali negli anni successivi alla sua scomparsa sono state tratte pubblicazioni postume. I Prefetti della Biblioteca Capitolare che succedettero a Zamboni,  Turrini e Piazzi provvedettero a conservare i molti documenti autografi di Zamboni e si adoperarono per intitolargli una sala all'interno della biblioteca stessa. L'opera di riordino e catalogazione di tale documentazione che portò a numerose pubblicazioni postume dei suoi scritti, fu condotta da Giovanni Giulietti, Raffaello Valbusa, Gaetano Peretti, Luigi Galvani ed Elena Ederle.
- La filosofia neo-scolastica secondo un professore positivista, Tip. vescovile G. Marchiori,Verona, 1912
- Il valore scientifico del positivismo di Roberto Ardigò e della sua “conversione”, Verona, 1921.
- La dottrina morale e la psicologia del volere nel testo di etica di un discepolo dell'Ardigò, Società Editrice Veronese, Verona, 1923.
- La gnoseologia dell'atto come fondamento della filosofia dell'essere. Saggio di interpretazione sistematica delle dottrine gnoseologiche di S. Tommaso d'Aquino, Milano, 1923.
- Introduzione al corso di gnoseologia pura, Soc. Ed. Vita e Pensiero (Tip. S. Giuseppe), Milano, 1924.
- L' origine delle idee: breve saggio analitico introspettivo, proposto alla riflessione personale degli studenti... , Società editrice veronese, Verona, 1924.
- Sistema di gnoseologia e di morale: basi teoretiche per esegesi e critica dei classici della filosofia moderna, Editrice Studium,  Roma,1930 (nuova edizione, a cura di Ferdinando Luigi Marcolungo, QuiEdit, Verona, 2019).
- Studi esegetici, critici, comparativi sulla «Critica della Ragione pura», La tipografica veronese, Verona, 1931. (Nuova edizione: Studi sulla Critica della ragione pura; a cura di Ferdinando Luigi Marcolungo, QuiEdit,Verona, 2017).
- Metafisica e gnoseologia, Risposta a Mons. Francesco Olgiati,   La Tipografica Veronese, Verona, 1935.
- Il realismo critico della gnoseologia pura. Risposta al «Caso Zamboni» (P. A. Gemelli, Mons. F. Olgiati e P. A. Rossi), Verona, 1936.
- Realismo – Metafisica – Personalità (Rilievi – Note – Discussioni), La Tipografica Veronese, Verona, 1937.
- La persona umana. Soggetto autocosciente nell'esperienza integrale. Termine della gnoseologia. Base della metafisica, Verona, 1940 (nuova edizione, a cura di Giovanni Giulietti, Vita e Pensiero, Milano, 1983).
- Precisazioni e complementi ai testi scolastici. 1. La Religione naturale e l'essenza della Religione Cristiana, La tipografica veronese, Verona, 1941.
- La «filosofia dell'esperienza immediata, elementare, integrale» per la completa autoconsapevolezza dello spirito umano, La Tipografica Veronese, Verona, 1944.
- Itinerario filosofico dalla propria coscienza all'esistenza di Dio,  La Tipografica Veronese, Verona, 1949 (parte dell'opera fu pubblicata autonomamente).
- Teodicea, a cura di Rodella A.,  Vita veronese, Verona, 1955.
- La dottrina della coscienza immediata (struttura funzionale della psiche umana) è la scienza positiva fondamentale, La tipografica veronese, Verona, 1951.
- Dizionario filosofico; introduzione e note di Ferdinando L. Marcolungo, Vita e Pensiero, Milano, 1978.
- Corso di gnoseologia pura elementare. 1.1, Spazio, tempo, percezione intellettiva; introduzione e cura di Ferdinando L. Marcolungo; presentazione di Giovanni Giulietti, IPL, Milano, 1990. [ISBN] 88-7836-328-6
- Corso di gnoseologia pura elementare. 1.2, Idee e giudizi; a cura di Ferdinando L. Marcolungo, IPL, Milano, 1992.
- Corso di gnoseologia pura elementare. 2, L' io e le nozioni soprasensibili; introduzione di G. Giulietti; cura di Giovanni Giulietti e Albarosa Vighi Zonzini, IPL, Milano,1990.
- Mons. Giuseppe Zamboni: autobiografia di una personalità integrale (1875-1950) a cura di Serio De Guidi, Archivio storico Curia diocesana, Verona, 2001.

### Letteratura su Giuseppe Zamboni
- Adamoli T., La teologia razionale nel pensiero di G. Zamboni, “Atti e memorie dell'Accademia di Agricoltura, Scienze e Lettere di Verona”, 22, 1970-71
- Adamoli T., Teologia e religione in Giuseppe Zamboni, “Atti e memorie dell'Accademia di Agricoltura, Scienze e Lettere di Verona”, 30, 1978-79
- Adamoli T., Religione e salvezza in Giuseppe Zamboni, “Atti e memorie dell'Accademia di Agricoltura, Scienze e Lettere di Verona”, 31, 1981
- Antonelli M.T., Le prospettiva teologica, in AA.VV., Studi sul pensiero di Giuseppe Zamboni, Milano 1957, pp. 263-290
- Giulietti G., La filosofia del profondo in Husserl e Zamboni (uno studio comparativo), Treviso 1965
- Peretti G., Mons. Zamboni a cent'anni dalla nascita, Verona Fedele, 12 ottobre 1975
- Giulietti G., Zamboni o della filosofia come sapere rigoroso, Roma 1983
- Marcolungo F.L., G. Zamboni e la critica di Kant alle prove dell'esistenza di Dio, “Studia Patavina”, 1, 1973, pp. 34-53
- Marcolungo F.L., Il contributo di Giuseppe Zamboni al rinnovamento della metafisica classica, in Agazzi E. (a cura di), Il pensiero cristiano nella filosofia italiana del Novecento, Lecce 1980, pp. 171-178
- Marcolungo F.L., La realtà e l'io in Giuseppe Zamboni, Verona 2016
- Nonis P.G., Appunti sul pensiero religioso di Giuseppe Zamboni, in AA.VV., Verona a Mons. Giuseppe Zamboni. Atti delle onoranze e del convegno di studi alla memoria di Mons. Giuseppe Zamboni, Verona 1969, pp. 103-119
- Poggi D., La coscienza e il meccanesimo interiore. Roberto Ardigò, Francesco Bonatelli, Giuseppe Zamboni, Padova 2007